# Progressive Field
Progressive Field és un estadi de beisbol localitzat a Cleveland, Ohio, Estats Units i és la seu dels Cleveland Indians de les Grans Lligues de Beisbol. Es va inaugurar el 1994 en el marc del complex Gateway, al costat del pavelló de bàsquet Quicken Loans Arena. Va ser triat com el millor estadi de les Grans Lligues en una enquesta duta a terme entre l'afició per la revista Sports Illustrated el 2008.
L'estadi també és anomenat The Jake, a causa del seu nom original Jacobs Field, es referia als anteriors propietaris de l'equip Richard i David Jacobs. Aquest va ser el seu nom des de la seva inauguració el 1994 fins a gener de 2008 quan va ser reanomenat després que la companyia d'assegurances Progressive comprés els drets pel nom de l'estadi.
Ha estat amfitrió tres vegades de la Sèrie Mundial, el 1995, 1997 i 2016.

## Rècord d'assistència
Aquest estadi va establir el rècord de més partits consecutius amb tots els llocs venuts per a un estadi de les Grans Lligues de Beisbol amb 455. Entre el 12 de juny de 1995 i el 4 d'abril del 2001. La demanda per bitllets era tan gran que en 3 ocasions es van vendre tots els bitllets per a la temporada completa des d'abans del dia inaugural. Els Cleveland Indians van retirar simbòlicament el número 455.